# Partille SC
Partille Sport Club (PSC) grundades år 1975 och är Sveriges äldsta, ännu aktiva, landhockeyförening.
Klubben har varit mycket framgångsrik och har vunnit många SM-guld i alla kategorier, både i indoorhockey och i landhockey. Dam- och herrlaget har varit ute i Europa ett flertal gånger och spelat Europacuper.
PSC har även en stor ungdomssektion med pojk-, flick- och knattelag.
PSC:s Herrar och damer är regerande svenska indoorhockeymästare 2019.
År 2019 vann Partille SC herrlaget Europacupen för klubblag.